# (11694) Esterhuysen
(11694) Esterhuysen est un astéroïde de la ceinture principale.

## Description
(11694) Esterhuysen est un astéroïde de la ceinture principale. Il fut découvert le 20 mars 1998 à Socorro (Nouveau-Mexique) par le projet LINEAR. Il présente une orbite caractérisée par un demi-grand axe de 2,32 UA, une excentricité de 0,10 et une inclinaison de 3,7° par rapport à l'écliptique.

## Compléments